# Ettakatol
Ettakatol es un partido político tunecino cuyo nombre oficial es el de Foro Democrático para el Trabajo y las Libertades (en árabe,التكتل الديمقراطي من أجل العمل والحريات, At-Takattul Ad-Dīmuqrāṭī min ajl Al-‘Amal Wal-Ḥurriyyāt; en francés, Forum démocratique pour le travail et les libertés). Es de tendencia socialdemócrata y fue fundado en 1994 por el médico Mustafá Benjaafar, si bien no fue reconocido oficialmente hasta 2002. Durante el gobierno de Zine El Abidine Ben Ali tuvo un papel secundario, dadas las limitaciones de los partidos de oposición para acceder al parlamento. Tras la revolución de 2010-2011 que terminó con el gobierno de Ben Ali, el partido participó en el gobierno provisional.
En las elecciones a la Asamblea Constituyente celebradas el 23 de octubre de 2011, Ettakatol obtuvo 20 de los 217 escaños en juego, convirtiéndose en la tercera fuerza política tras el Partido del Renacimiento (Ennahda), de tendencia islamista, y el Congreso para la República, partido laico y de centro-izquierda. El 22 de noviembre de 2011, Benjaafar fue elegido Presidente de la Asamblea Constituyente. Ettakatol formó parte del gobierno presidido por el primer ministro, el islamista Hamadi Jebali, e integrado por una coalición formada por los tres principales partidos.
El asesinato el 6 de febrero de 2013 de Chukri Bel Aid, líder de un pequeño partido opositor laico, provocó importantes manifestaciones de protesta que acusaban a los islamistas de la autoría del crimen y que acabaron provocando la caída del gobierno de Jebali. La policía acabaría deteniendo a varios salafistas sospechosos de haber perpetrado el asesinato. Finalmente se formó un nuevo gobierno presidido por el islamista Ali Larayedh y apoyado por los mismos partidos, pero que contaba con un notable número de ministros independientes tal como había solicitado Ettakatol.
En las primeras elecciones legislativas, celebradas en octubre de 2014, el partido sufrió una estrepitosa derrota al obtener únicamente un puesto en el Parlamento.